# Məsud Yusifzadə
Məsud Yusifzadə (ur. 18 sierpnia 1996) – azerski bokser, brązowy medalista Młodzieżowych Mistrzostw Świata 2014 w Sofii oraz brązowy medalista Młodzieżowych Mistrzostw Europy 2014 w Zagrzebiu. W roku 2013 był mistrzem Azerbejdżanu juniorów w kategorii muszej, a w 2015 został mistrzem seniorów w kategorii muszej.

## Kariera
W kwietniu 2014 zdobył brązowy medal na  Młodzieżowych Mistrzostwach Świata w Sofii. W 1/32 finału mistrzostw pokonał Japończyka Kantaro Juri, wygrywając wyraźną przewagą 3:0. Taką samą przewagą odniósł zwycięstwa w pojedynku 1/16 oraz 1/8 finału, pokonując kolejno Kanadyjczyka Adriana Halforda oraz Uzbeka Abdulxaya Sharahmatova. W ćwierćfinale pokonał na punkty (2:0) reprezentanta Bułgarii Danieła Asenowa, a w półfinale doznał porażki, przegrywając z Anglikiem Muhammadem Alim. W sierpniu 2014 był uczestnikiem Letnich Igrzysk Olimpijskich Młodzieży w Nankinie. W ćwierćfinale pokonał go nieznacznie na punkty (2:1) reprezentant Anglii Muhammed Ali, a w walce o piąte miejsce przegrał z Bułgarem Daniełem Asenowem, nie przystępując do pojedynku. W październiku 2014 zdobył brązowy medal na Młodzieżowych Mistrzostwach Europy w Zagrzebiu. W 1/8 finału pokonał na punkty (2:1) reprezentanta Szkocji Lee McGregora, w ćwierćfinale reprezentanta Gruzji Gagika Pozoyana, a w półfinale przegrał nieznacznie na punkty z Bułgarem Daniełem Asenowem. Był jednym z dwóch medalistów reprezentujących Azerbejdżan na Młodzieżowych Mistrzostwach Europy 2014. Oprócz niego brązowy medal zdobył Məhəmmədəli Tahirov.